# Urša Raukar-Gamulin
Urša Raukar-Gamulin (Zagreb, 18. svibnja 1960.) hrvatska je kazališna, televizijska i filmska glumica te aktivistica i političarka.

## Biografija
Rođena je u Zagrebu gdje je završila gimnaziju te Akademiju dramske umjetnosti, a od 1983. je u stalnom ansamblu Zagrebačkog kazališta mladih. Suprug Niko Gamulin je urbanist i arhitekt s kojim ima sina.
Osim po glumačkom radu u Hrvatskoj i koprodukcijam u inozemstvu, javnosti je poznata po organiziranju demonstracija protiv američkog predsjednika Georgea W. Busha, zagrebačkog gradonačelnika Milana Bandića, nacionalizma, gentrifikacije i drugih pitanja. Od 2017. aktivna je u zeleno-lijevoj platformi Zagreb je NAŠ! kao koordinatorica, te 2020. izlazi i na nacionalne izbore za Hrvatski Sabor na listi šire koalicijske platforme Možemo!.

## Filmografija

### Televizija (uloge i pojavljivanja)
- "Izvan formata" kao gošća emisije (2019.)
- "Klub mesara koji pjeva" (2019.)
- "Kronika Pulskog filmskog festivala" kao učesnica u prilogu (2019.)
- "Crno-bijeli svijet" kao Helga (2019.)
- "Kod nas doma" kao gošća emisije (2017.)
- "Večer na 8. katu" kao gošća emisije (2015.)
- "Svakodnevno" kao gošća emisije (2015.)
- "Subotom ujutro" kao gošća emisije (2014.)
- "Što vas žulja?" kao gošća emisije (2013.)
- "Stipe u gostima" kao Irena/Mirjana (2012. – 2013.)
- "Kod Ane" kao gošća emisije (s Vilijem Matulom) (2010.)
- "Tajni dnevnik patke Matilde" kao ovca Lujza (2010. – 2014.)
- "Baza Djeda Mraza" kao dadilja Wilhelmina (2009.)
- "Bumerang" kao financijska policajka (2005.)
- "Žutokljunac" kao dadilja (2005.)
- "TV izložba: Lazer Rok (Lumezi)" kao spikerica teksta (2000.)
- "Dobro jutro, Hrvatska" kao gošća emisije (1998.)
- "Radio Njanja" kao gospođa Antonija (1996.)
- "Priče otajstva i mašte" kao Rosie (1991.)
- "Tales of Mystery and Imagination" kao Rosie (1991.)
- " Nepokoreni grad" (1982.)

### Filmske uloge
- " Dnevnik Diane Budisavljević" kao krojačica (2019.)
- "Peti kat lijevo" kao majka (2018.)
- "Črna mati zemla (TV kazališna predstava)" kao baka (2018.)
- "Proljeće života" kao profesorica (2016.)
- "Priče iz bijele sobe" kao pacijentica (2016.)
- "Generalka" kao Urša (2014.)
- "Moj sin malo sporije hoda" kao Rita (2013.)
- "Jonina arka" kao Jonina mama (2012.)
- "Jednom davno u zimskoj noć[5] (2012.)
- "Lea i Darija" kao gospođa u publici (2011.)
- "Gospođa Nada" kao Nada (2010.)
- "Baza Djeda Mraza" kao dadilja Vilhelmina (2009.)
- "Pratioci" (2008.)
- "Moram spavat', anđele" kao Ana (2007.)
- "Zagorka" kao prijateljica (2007.)
- "Libertas" kao Lucija (2006.)
- "Snivaj, zlato moje" kao Blanka (2005.)
- "Sedma kronika" (1996.)
- "Zona sudbine" (1992.)
- "Čaruga" kao Pirslovica (1991.)
- "Ljeto za sjećanje" (1990.)

### Sinkronizacija
- "Pužica i kit" kao pripovjedačica (2020.)
- "Snježno kraljevstvo 2" kao Jelana (2019.)
- "Snježna kraljica 4: Zemlja zrcala" kao Laponka (2019.)
- "BFG: Blagi Fantastični Gorostas" kao kraljica Elizabeta II (2016.)
- "Izbavitelji" (2004.)
- "Pobuna na farmi" kao Bara (2004.)
- "Petar Pan" kao gđa. Fulsom (2003.)
- "Potraga za Nemom" kao Nara (2003.)
- "Jagodica Bobica: Film o slatkim snovima" kao Grozdana
- "Jagodica Bobica" kao Grozdana

## Objavljeni radovi
- Raukar, Urša. "Naša Ici." Kazalište XIX, br. 67/68 (2016): 32-33. https://hrcak.srce.hr/184722

## Vanjske poveznice
- Urša Raukar u internetskoj bazi filmova IMDb-u (engl.)
- https://www.zekaem.hr/ansambl/ursa-raukar/
- https://sinkropedija.fandom.com/wiki/Urša_Raukar